# فرانسوا برایون
فرانسواز بریون (فرانسوی: Françoise Brion‎؛ زادهٔ ۲۹ ژانویهٔ ۱۹۳۳) بازیگر اهل فرانسه است. وی از سال ۱۹۵۷ میلادی تاکنون مشغول فعالیت بوده‌است.
از فیلم‌ها یا برنامه‌های تلویزیونی که وی در آنها نقش داشته‌است می‌توان به حمله روبات‌ها، آن سوی آینه، یک دنیای تازهو توجه، بچه‌ها نگاهمان می‌کنند اشاره کرد.